# Fort Chevtchenko
Fort Chevtchenko est une ville située sur la péninsule de Manguistaou de la Mer Caspienne au Kazakhstan.
La ville compte 5 100 habitants en 2012.

## Histoire
Un fortin russe est fondé en 1846 sous le nom de Novopetrovskoïe. En 1857, il est renommé Fort Alexandrovski. Taras Chevtchenko y est exilé de 1850 à 1857. En 1882-1920, la ville de Fort Alexandrovski était la capitale de l'ouïezd de Mangychlakskiy. Le blason a été approuvé le 22 octobre 1908.
En 1924, le lieu est rebaptisé Fort Ouritski en l'honneur de Moïsseï Ouritski. En 1939, la ville devient Fort-Chevtchenko.

## Géographie
La ville est située dans l'oblys de Manguistaou au bord de la mer Caspienne.
Elle est le chef-lieu du district de Tupkaragan.

## Économie
L'économie est dominée par la pêche.

## Liens externes

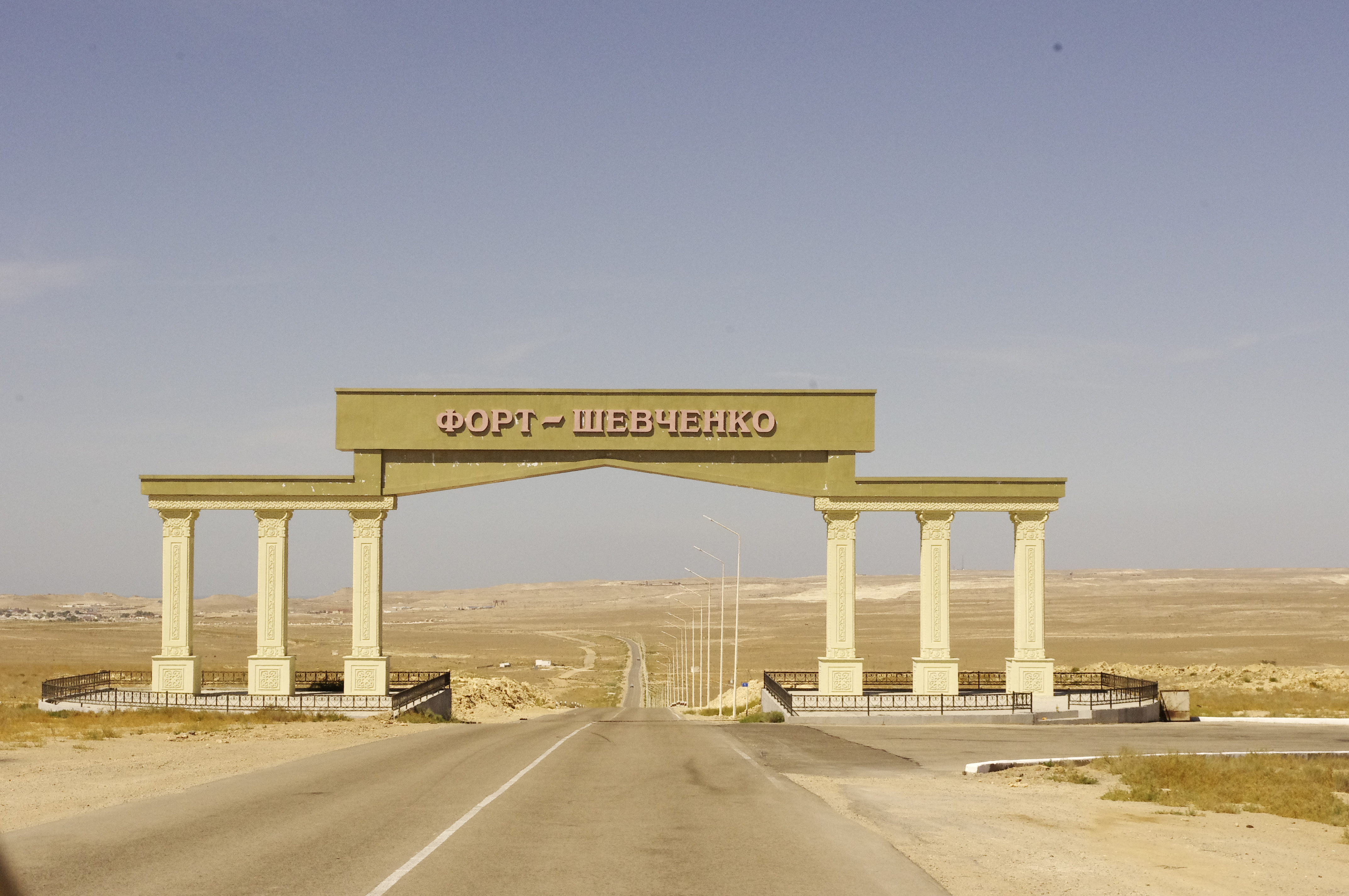
Entrée du Fort Chevtchenko